# Humor Risk
Humor Risk (engelska Humor risk) är en film med Bröderna Marx, regisserad av Richard "Dick" Smith, inspelad 1921.

## Handling
Information om filmens handling är mycket sparsam. Bröderna hade ännu inte utvecklad sina senare kända rollmodeller. Harpo spelar detektiven Watson och Groucho spelar gammaldags bov som har den italienske hejduken Chico till sin hjälp. Zeppo spelar en playboy som äger en nattklubb där större delen av handlingen utspelas. Hjältinnorna spelas av Mildred Davis och Jobyna Ralston och en rad dansare från "Shubert Theatre" medverkar i cabaretscenerna. I slutet på filmen får Groucho sitt straff och Harpo får hjältinnan.
- Harpo gör entré iklädd hög hatt nedglidandes på kolrännan i källaren.

- Groucho gör entré iklädd svarta kläder med en stor mustasch.

## Produktionen
Filmen är den första dock ej publicerade filmen med Bröderna Marx. Denna film betraktas som förlorad då inga kopior av den finns kvar. Den blev manusförfattaren Jo Swerlings första film. Swerling skrev senare manus till bland annat Livet är underbart och Borta med Vinden. Filmen premiärvisades en enda gång i april 1921 men fick aldrig amerikansk premiär. Humor Risk är ofta felaktigen förväxlad med ytterligare ett filmprojekt från 1926 som aldrig fick premiär.

## I kulturen
Skådespelerskan Jobyna Ralston medverkade senare i en rad Harold Lloyd-filmer och Lloyd gifte sig 1923 med Mildred Davis, den andra skådespelerskan från "Humor Risk".